# Фогт, Питер
Питер Фогт (Peter K. Vogt; род. 10 марта 1932, Броумов) — американский молекулярный биолог, вирусолог и генетик; учёный-онколог.
Доктор философии (1959), профессор Scripps Research с 1993 года, прежде заслуженный профессор Университета Южной Калифорнии (с 1971).
Член Национальных Академии наук (1980) и Медицинской академии (2003) США, а также Американского философского общества (1991) и Леопольдины (1998).
Окончил Университет Вюрцбурга (бакалавр, 1955). Степень доктора философии по биологии получил в Тюбингенском университете. (В обоих изучал биологию.) В 1959—1962 годах постдок в Калифорнийском университете в Беркли.
В 1962-1967 годах ассистент- и ассоциированный профессор Университета Колорадо. В 1967-1971 годах преподаватель микробиологии Вашингтонского университета. В 1971-1993 годах завкафедрой микробиологии и именной (Hastings Professor) заслуженный профессор микробиологии Университета Южной Калифорнии. В 2012—2015 годах исполнительный президент Scripps Research, где в 1993—2017 годах профессор и глава отдела онковирусологии.
Член Американской академии искусств и наук (2004) и Академии Американской ассоциации исследований рака (2013).

## Награды и отличия
- Irene Vogeler Prize (1976)
- Премия Гумбольдта (1984)
- Ernst Jung Prize[англ.] (1985)
- Robert J. and Claire Pasarow Foundation Medical Research Award[англ.] (1987)
- Paul Ehrlich and Ludwig Darmstaedter Prize[англ.] (1988)
- ICN International Prize in Virology (1989)
- Bristol-Myers Squibb Award[англ.] (1989)
- Charles S. Mott Prize[англ.] (1991)
- Gregor Johann Mendel Medal, НАН Чехии (2008)
- Loeffler-Frosch Medal (2010)
- Szent-Györgyi Prize for Progress in Cancer Research[англ.] (2010)[6]
- Einstein Professorship, Китайская АН (2013)
- IHV Lifetime Achievement Award for Scientific Contributions (2016)
- Prize for Scientific Excellence in Medicine, American Italian Cancer Foundation (2017)
- Премия Луизы Гросс Хорвиц (2019)